# Magdalena Heymair
Magdalena Heymair, auch Haymerin u. ä. (* etwa 1535 vermutlich in der Freien Reichsstadt Regensburg; † nach 1586 vermutlich in Kaschau, Königreich Ungarn) war eine deutsche Pädagogin und evangelische Kirchenlieddichterin.

## Leben
Magdalena Heymair wurde vermutlich in Regensburg geboren. Sie verfasste ihre Werke im mittelbairischen Dialekt, der auch dort gesprochen wird.
Anfang der 1560er Jahre wurde sie für zwei Jahre in Straubing Hauslehrerin der jüngeren Töchter Magdalena (* um 1547; † 1597) und Maria († um 1610) der Freifrau Katharina von Degenberg (* um 1515; † 1586), geb. von Freyberg, Witwe des Regener Stadtrichters (Johann) Hans VII. von Degenberg zu Schwarzach und Weißenstein (* nach 1510; † 1559). Katharinas von Degenberg Schwester Susanna von Freyberg war verheiratet mit Degenhard von Stauff-Ehrenfels († 1568) zu Sünching, einem Cousin der Argula von Grumbach, geb. von Stauff-Ehrenfels.
Unter dem Einfluss ihrer Dienstherrin, die als Tochter des streng lutherisch gesinnten Stadthauptmanns Wolf von Freyberg zu Mickhausen († 1537) in der mehrheitlich protestantisch gesinnten Freien Reichsstadt Augsburg aufgewachsen war, konvertierte Magdalena Heymair von der katholischen zur evangelischen Konfession. Sie musste aus Straubing fliehen und wurde durch Vermittlung des kurfürstlichen Statthalters der Oberpfalz in Amberg, Ludwig VI. von der Pfalz (1539–1583), von 1566 bis 1570 Schulmeisterin in Cham.
Magdalena Heymair korrespondierte in ihrer Chamer Zeit mit dem Regensburger Superintendenten Nikolaus Gallus (* um 1516; † 1570) und war mit dem Stadtpfarrer Mag. Willibald Ramsbeck (* um 1530/35; † 1581) befreundet. In ihren Briefen erwähnt sie ihren Mann und einen Sohn. Obwohl ihr die deutsche Schule ausschließlich zugesichert worden war und sie vom lutherischen Rat unterstützt wurde, wurde einem gewissen Veit Wurtzer aus Landshut von dem calvinistischen Pflegverwalter und Kastner Hans Wenstl auf Bergerdorf (* um 1500; † 1579) gestattet, eine konkurrierende Schule zu betreiben. Magdalena Heymair behauptet, Wurtzer habe vier Jahre zuvor in Bayern seine Frau umgebracht und in Cham wieder geheiratet.
Wegen ihrer lutherischen Einstellung und weil „sich zwei schuelmaister alhie nicht kunnen erhalten“, musste Magdalena Heymair diese Stelle unter dem calvinistischen Landesherrn Kurfürst Friedrich III. von der Pfalz verlassen und wirkte nach 1570 als „teutsche Schuelhalterin“ in Regensburg (dort noch 1578). Der Schulmeister Wilhelm Heymair, mit dem Magdalena wohl seit ihrer Zeit in Straubing verheiratet war, bewarb sich 1572 vergeblich um eine Anstellung der beiden in Amberg. Über ihr 1568 in Cham verfasstes „Gesangsbüchlein über die Evangelien und Episteln der Sonntage“ verfasste der antiflacianisch eingestellte Regensburger Pfarrer Wolfgang Waldner († 1583/1591) um 1570 ein Gutachten.
1580 arbeitete Magdalena Heymair als Erzieherin des kaiserlichen Feldobersten und österreichischen Statthalters in Oberungarn Hans Rueber zu Pixendorf (1529–1584) und seiner Frau Judith, geb. von Friedesheim (1542–1588), in Grafenwörth im Bezirk Tulln in Niederösterreich (noch 1585), wo sie des „Rueberischen Frawen Zimmers Hoff Meisterin“ war. Die Veröffentlichung Das Buch Tobie Jnn Christliche Reimen widmete sie Judith Beheim von Friedesheim und deren Töchtern Margaretha (Marusch) von Landau († 1589), Maria Rueber (1565–1594), Katharina Rueber (* 1568; † 1586/94) und Anna Rueber (* 1571; † nach 1624) sowie ihrer früheren Dienstherrin Freifrau Katharina von Degenberg, deren Schwester Susanna von Stauff-Ehrenfels, geb. von Freyberg, Tochter Magdalena von Wolfstein zu Sulzbürg, geb. von Degenberg, und Nichte Anna Maria von Stauff-Ehrenfels, der Adeligen Anna Fuchs von Wallburg und Susanna Wieland.
Nachdem Judith Rueber geb. Beheim von Friedesheim verwitwet war, berief sie Hieronymus Deubener (Peristerius) († nach 1601), den Magdalena Heymair bereits in ihrer Regensburger Zeit kennengelernt hatte, zu ihren Hofprediger. 1586, als Judith Beheim von Friedesheim wieder geheiratet hatte, lebte die ehemalige Hofmeisterin Magdalena Haymair auf den Besitzungen der Rueber in Kaschau. Ihre Dienstherrin Judith von Friedesheim starb am 8. März 1588 in ihrem Pfandbesitz Grafenwörth.

## Dichtung und Vertonungen
Magdalena Heymair war theologisch und literarisch gebildet. Sie gebrauchte lateinische Ausdrücke und flektierte sie entsprechend den grammatischen Regeln. Satzstellung, Sprachmelodie und Reime ihrer Lieder sind teilweise davon beeinflusst, dass sie die Texte ihrer Lieder an vorgegebene Melodien anpasste.
Die Dichtung An Gottes Furcht auf Erden = Das Gaistliche A. B. C., die vom Magdalena Heymair erstmals 1572 in Regensburg veröffentlicht wurde, orientiert sich in der Abfolge der Stichworte und dem Gedankengang der Strophen an dem um 1550 von Gregor Springinklee († zwischen 1556 und 1594) verfassten Akrostichon (Abecedarius) Das Christlich A B C, gesangweyß.
Ihre Dichtungen verfasste sie auf bekannte zeitgenössische Weisen. Ein Großteil der von ihr angegeben „Töne“ sind Volkslieder (Liebeslieder, Lieder zu den Jahreszeiten), die sich fast alle im populären Ambraser Liederbuch vom Jahre 1582 finden (dort Nr. 3, 8, 10, 14, 16, 18, 19, 28, 40, 57, 58, 88, 89, 97, 110, 155, 166, 167, 176, 179, 188, 195, 197, 202, 223, 256). Darüber hinaus werden von Heymair als „Ton“ z. B. die weltlichen Lieder „Fröhlich so will ich singen mit Lust ein Tageweis“, „Magdeburg, du bist feste“, „Aus hartem Weh klagt sich ein Held“, „Ich ging einmal spazieren“, „Ich sah einstmals ein wunderschöne Magd vor ihres Vaters Fensterlin stahn“, „Vergangen ist mir Glück und Heil und alle Freud' auf Erden“, „So wollt ich gerne singen, wenn ich vor trauern muss“ oder „Ach Gott was soll ich singen, Freud ist mir worden klein (teur)“ (vgl. Cod. Pal. germ. 343, 13.15v–16v) angegeben.
Einige dieser Lieder waren bereits vor ihr von Ludwig Senfl, Ludwig Helmbold, Johann Walter oder Hans Kugelmann als Kontrafakturen zur Grundlage geistlicher Lieder gemacht worden (im aktuellen Evangelischen Gesangbuch sind dies die Melodien der Lieder Nr. 148, 243, 289, 345, 365, 521). Weitere von Magdalena Heymair verwendete Kontrafakturen waren „Es ist ein Schafstall und ein Hirt als uns die heilig Schrift berührt“ (geistlich Nürnberg 1530) nach der Weise „Es gehet ein frischer Sommer daher, ja wollt ihr hören neue Mär“ oder „Der Gnadenbrunn tut fließen“ (Johannes Mathesius, 1555) nach der Weise „Die Brünnlein, die tun fließen“ (Melodie beeinflusste Evangelisches Gesangbuch, Nr. 49).
Magdalena Heymair schrieb neue Texte zu Kunstliedern von Heinrich Isaac („Innsbruck, ich muss dich lassen“), Paul Hofhaimer („Nach Willen dein, ich dir allein“; geistlich Straubing 1563 „Nach Willen dein, o Herre mein“), Ludwig Senfl („Ich schell mein Horn ins Jammers Ton, mein Freud' ist mir verschwunden“) und Jakob Regnart („Venus, du und dein Kind seid alle beide blind“). Auch zu Melodien der Meistersinger Martin (Mertin) Meyer („O reicher Gott im höchsten Saal, hilf mir probieren Maß und Zahl die Silben-Reimen zwingen“ = Der Ritter aus der Steiermark auf die Melodie des Herzog Ernst), Jörg Schiller („Mein Herz so viel der Freuden hat, wenn ich gedenk der Kreaturen“), Lorenz Wessel („Auf Gnad so will ich's heben an“) und Hans Sachs („Der königlich Prophet David. Das zwei-und-zwanzigst Psalmen-Lied“) schuf sie Neudichtungen.
Melodien geistlicher Lieder, zu denen Heymair neue Texte dichtete, waren neben vielen Chorälen (heutiges Evangelisches Gesangbuch Nr. 23, 67, 76, 102, 195, 273, 289, 297, 299, 341, 342, 343, 344, 362, 363, 364, 522; altes Evangelisches Kirchengesangbuch Nr. 18, 202, 243, 335) beispielsweise das Lazarus-Lied „Es war einmal ein reicher Mann, der trug stets Sammet und Seiden an“ (Babstsches Gesangbuch, Leipzig 1545) und das Dorotheen-Lied „Es war ein gottsfürchtiges und christliches Jungfräulein“ (Wittenberg 1560) von Nikolaus Herman, die Lieder „Da Israel aus Aegypten zoh' und das Haus Jacob von dannen floh“ = „Nicht uns, nicht uns, o ewger Herr, sondern deinem Namen gib die Ehr“ von Matthäus Greiter (Straßburg 1527) oder das Lied „Wann ich, Herr, gedenk an deine Wort, so tun sie mich erfreuen“. Weitere von Magdalena Heymair verwendete geistliche Weisen finden sich im Babstschen Gesangbuch von 1545, etwa „Es spricht der Unweisen Mund wohl“, „Hilf Gott, dass mir gelinge“, „Freut euch, freut euch in dieser Zeit“ oder „O reicher Gott im Throne“.

## Bedeutung
Magdalena Heymair ist die erste und einzige Frau, deren pädagogische Schriften, die ausdrücklich für den Elementarunterricht bestimmt waren, vor dem 18. Jh. veröffentlicht wurden. Sie fasste Lernstoff aus der biblischen Geschichte in kindgemäße Reimform („Erzähllieder“) und brachte Lernstoff anderer Elementarfächer in Verse, die der christlichen Erbauung dienten (z. B. ABC-Lieder).
Magdalena Heymair stand seit 1570 zunächst als erste und bis 1583 einzige Frau mit ihren sämtlichen Werken auf dem Index Librorum Prohibitorum in der 1. Klasse häretischer Schriftsteller (Antwerpener Index: „Magdalena Haymairus“; spanische Ausgabe 1583: „Magdalenae Heymari, opera omnia“; später „Heymarius Magdalenus“); 1583 wurde auch Olympia Fulvia Morata (1526–1555) wegen ihrer Dialoge, Briefe und Gedichte („dialogi, epistolae, & carmina“) in den Index aufgenommen; vor 1600 standen darauf als Frauen außerdem nur noch Anne Askew (1521–1546) und die ehemalige Nonne Herzogin Ursula von Münsterberg († um 1534) sowie kurzzeitig von 1590 bis 1596 Werke der Kurtisane und Dichterin Veronica Franco (1546–1591) sowie der Angelike Paola Antonia Negri (1508–1555).
Eine frühe literarische Erwähnung findet sich 1593 bei dem Jesuiten Sigismund Ernhöffer (1547–1597), der dem Tübinger lutherischen Theologen Jakob Heerbrand vorwarf, er widerspreche „mit keiner Silben, daß die Lutherischen Weiber Bäpstin, Bischoffin, Pfäffin und Pfarrerin sein vnd Priesterliche Ampter verrichten können“, und in diesem Zusammenhang „Argula von Stauffin, Magdalena Heymarin und Catharina von Zelln“ nannte, „welche sich zu lehren Luthers Euangelium wol so geschickt geduncken lassen als Heerebrand“.

## Populäre Rezeption
Magdalena Heymairs Lied An Gottes Furcht auf Erden = Das Gaistliche A. B. C. wurde in das Liedgut der Schwenkfeldianer übernommen und von Auswanderern in Amerika gesungen. Ihre Tobias-Lieder wurden noch im 19. und 20. Jahrhundert im deutschsprachigen Ungarn bzw. im Burgenland (Komitat Wieselburg) als Hochzeitslieder gesungen. Die Lieder sind in elf Lieder-Handschriften überliefert, die zwischen 1715 und 1852 aufgezeichnet wurden, und wurden 1950 von dem burgenländischen Volksmusikforscher Karl Magnus Klier in Apetlon aufgenommen.

## Würdigung
In Regensburg wurde am 23. Juli 2014 die Magdalena-Heymair-Straße im Stadtbezirk Burgweinting-Harting am Ostrand des Islinger Felds nach ihr benannt (Karte).

## Werke
- Die sontegliche Episteln über das gantze Jar in gesangsweiss gestelt, durch Magdalenam Heymairin, Teütsche Schulmaisterin zue Chamb. Mit einer Vorrede Magistri Willibaldi Rambsbecken, Stadtpredigers zu Chamb. Die Melodey ist bey einem yeden Gesang angezeigt,
  - o. O. [Heinrich Knorr, Nürnberg][45] 1568;[34]
  - 2. Aufl. [Heinrich Knorr], Nürnberg 1569;
  - 3. Aufl. Nikolaus Knorr, Nürnberg 1573
  - 4. Aufl. „… erstlich Anno 1568. Durch … Magdalenam Haymairin, damal zu Chamb jetzt aber zu Regenspurg Teütsche Schulmeisterin. Nun aber durch einen guthertzigen Christen … von newem vbersehen …“, Straßburg 1578 (Digitalisat der Staatsbibliothek zu Berlin);
  - 5. Aufl. Nürnberg: Valentin Neuber 1579 (Digitalisat der Niedersächsischen Staats- und Universitätsbibliothek Göttingen), (Digitalisat der Staatsbibliothek zu Berlin);
  - 6. Aufl. „…Nebst einer Glaubens-Übung gottseeliger Christen … gesammelt von einem Exulanten aus Steyermarck B. R. … Auch auserlesene schöne Biblische Lob-Gesänge … Durch Nicolaum Hermann vorgestellet“, Regensburg: Hofmann und Seiffart 1733;
  - als Handschrift digitalisiert unter dem Titel: Liederzyklus über die Sonntagsepisteln, 1566 (Universitätsbibliothek Heidelberg, Cod. Pal. germ. 421 und 426; Handschriftendigitalisat in Heidelberg)
- Das Buechlein Jesu Syrachs in Gesangweiß verfast durch Magdalenam Heymairin, Teutsche Schulmaisterin zu Regenspurg vnd der lieben Jugendt zu gutem in Truck gegeben. Mit einer schoenen Vorred. Ephes 5 …, Vorrede von M. Josua Opitius,
  - Regensburg 1571 (Digitalisat der Staatsbibliothek zu Berlin);
  - (erweitert um) „… Das Gaistliche A. B. C.[27] sampt eine[m] schönen Gaistlichen lied“. 2. Aufl. Regensburg: Johann Burger 1572 (Digitalisat der Staatsbibliothek zu Berlin);
    - (Auszug) AN GOttes Furcht auf Erden. In: Neu-Eingerichtetes Gesang-Buch. Christoph Saur,[46] Germantown 1762, Nr. 455, S. 372–375 (Digitalisat in der Google-Buchsuche);
    - (Auszug) Das Gaistliche A. B. C. sampt eine[m] schönen Gaistlichen lied. In: Philipp Wackernagel (Hrsg.): Das deutsche Kirchenlied von der ältesten Zeit bis zu Anfang des XVII. Jahrhunderts, Bd. V. Teubner, Leipzig 1877, Nr. 3, S. 5–7 (Digitalisat in der Google-Buchsuche)

  - 3. Aufl. „… im Gesange verfasset“ Regensburg 1573;
  - 4. Aufl. Thiebolt Berger, Straßburg 1578
  - 5. (= 2.) Aufl. „… Gesangweiß verfast, durch die Christliche und Gotselige Frawen Magdalenam Heymairin, Teutsche Schulmaisterin zu Regenspurg mit Weltlichen und Gaistlichen Kirchen und anderen Melodeyen vnnd erstlich vor fünff Jaren der lieben Jugend zu gutem in truck gegeben: Jetzt aber von newem corrigirt, gebessert, vbersehen, etwas wenigs geendert und gemehret vnnd fast in lauter Gaistliche Melodeyen der Kirchen Psalmen, Lobgesäng vnnd geistliche Lieder verfasset durch Georgium Sunderreütter[47]“, o. O. [Georg Willer, Augsburg] 1578;
  - 6. Aufl. Geörgen [Georg Willer], Augsburg 1586 (Digitalisat der Staatsbibliothek zu Berlin)
- Das Buch der Apostolischen Geschichten gesangsweiß gestelt,
  - Regensburg 1573;
  - 2. Aufl. Nikolaus Henricus, Ursel 1578[48]
  - 3. Aufl. „von der Göttseligen Ehren vnd Tugentreichen Matronen Magdalena Heymairin vnd durch Gregorium Sunderreütter Hydropyrgium … corrigiert, gemehret, vnnd in Truck verfertiget“. Anton Bertram, Straßburg 1586;
  - als Handschrift digitalisiert unter dem Titel: Acta Apostolorum in uersus reducta per Magdalenam Heymerin Ludimagistram Ratisbonensem - Liederzyklus über die Apostelgeschichte. Die Apostel Geschicht. Nach der Historien Gesangs weiss gestelt, Durch Magtalena Heymairin diser zeytt Teutsche Schuelhalterin zu Regenspurg, 1573 (Universitätsbibliothek Heidelberg, Cod. Pal. germ. 381 und 413; Handschriftendigitalisat in Heidelberg; vgl. Bibliotheca Apostolica Vaticana, Cod. Vat. lat. 132220).
  - Eine weitere Handschrift von 1574 befindet sich in der Bibliothek des Friedrich-Alexander-Gymnasiums Neustadt an der Aisch (Ms Nr. 498).
- Das Buch Tobie Jnn Christliche Reimen, vnnd Gesangweise gefast vnd gestellet, Gott, dem lieben Ehestand, allen frommen Christliebenden Eheleuten, vn[d] Jungfrewlichen Kinderschulen, zu Ehren, erinnerung vnd Trost, Durch Fraw Magdalenen Heymairin, der zeit Rueberischen Frawen Zimmers Hoff Meisterin, Mit sampt noch etlichen vn[d] fünfftzig christlichen vnnd geistreichen Liedlein, vnnd Kinder Gesprechen so auch gleichszfals aus Christlichem eiffer, vnnd hertzlicher liebe Gőttlicher vnuerfelscheter Warheit, von ernenter Matronen aus Gottes Wort mit Fleisz zusamen bracht und verfertigt worden, wozu noch viele Weynacht-, Oster- vnd Pfingstgesänge zu rechnen. Folget das Büchlein Ruth, auch Gesangsweiß als ein zugab. David Gutgesell, Bartfeld 1580[49]
  - 2. Aufl. (enthält nicht die KinderGespreche) „… durch Frauen Magdalenen Heymairin. Jetz aber durch einen gut Hertzigen Christen gebessert vnnd gemehret … Folget das Buechlein Ruth … Durch obgemelten Auctorem vnd Correctorem eodem. Folgen nun Sechtzig un[d] etliche andere Christliche und Geistliche Liedlein, so auch gleichsfals … von … Frawen Magdalenen Heymairin, aufs Gottes wort mit flaiss zusamen bracht vnd verfertiget wurde, vnd von newem mit anderen ein verleibten Gesänglen in Truck verfertiget“, hrsg. von Veit Dietrich d. J. (1538–1608),[50] (Vorwort:) „Auß Caschaw im anfang des 1586. Jars … Magdalena Heymairin, Weiland Rueberisches FrawenZimmers Hoffmeisterin“. o. O. 1586 (Digitalisat der Staatsbibliothek zu Berlin)
  - (Separatdruck) Sechs schöne KinderGespreche. Das erste Von dem waren Christenthumb. Das ander Von warer Verstendigkeit. Das Dritte. Von der Frewde der Kinder Gottes gegen jrem himlischen Vater Vnd von der Liebe gegen jhrem Heilande Jesu Christo. Das vierde Aus dem Euangelio Lucae 14. vom grossen Abendmal vnd Reiche Gottes hie auff Erden. Das fünffte Wie sich ein Christ in den geistlichen Streitsachen sol verhalten. Das sechste Vom Jüngsten Tage. Durch die Ehren vnd Tugentreiche vnd Gottseligen Frawe, Magdalenam Heymayrin, aus Gottes Wort mit fleis zusammen gebracht. Konrad Heinrich Preußer, Otto von Rißwick (van Rijswijk), Erfurt 1587[51] (Digitalisat der Staatsbibliothek zu Berlin)
- (Liedauswahl). Das Gaiftliche A. B. C. sampt einē[m] schönen Gaiftlichen lied,[52] Ain schön Gesang, von der hailigen, hochtröstlichen Absolution[53]  und Eyn Kinderlied, vmb erhaltung der Kirchen vnd Schulen.[54] In: Philipp Wackernagel: Das deutsche Kirchenlied von der ältesten Zeit bis zu Anfang des XVII. Jahrhunderts, Bd. V. B. G. Teubner, Leipzig 1877 (Nachdruck Hildesheim 1964), Nr. 3–5; S. 5–8 (Google-Books).